# Sotrovimab
Le sotrovimab est un anticorps monoclonal humain neutralisant ayant une activité contre le SARS-CoV-2. Il est commercialisé sous le nom de Xevudy.
En 2021, il est développé par GlaxoSmithKline et Vir Biotechnology, Inc.. Le sotrovimab se fixe sur la protéine spike du SRAS-CoV-2,. 
Le médicament est approuvé par l'Agence européenne des médicaments et par la FDA. En France, la Haute autorité de santé l'approuve le 7 janvier 2022 contre les formes graves du COVID-19. Le médicament est finalement abandonné en 2022.

## Développement et mécanisme d'action
Le sotrovimab (VIR-7831/GSK4182136) est dérivé d'un anticorps parent (S309), isolé pour la première fois en 2003 à partir de lymphocytes B à mémoire prélevées sur un individu qui s'était rétabli du syndrome respiratoire aigu sévère (SRAS),. L'anticorps parent S309 cible la glycoprotéine de pointe (S), qui favorise l'entrée du SRAS-Cov-2 dans les cellules hôtes et est la cible principale des anticorps neutralisants. En utilisant la microscopie électronique et des tests de liaison, il a été démontré que S309 reconnaît un épitope contenant le glycane N343 qui est hautement conservé dans le sous-genre Sarbecovirus dans une région qui n'entre pas en compétition avec la liaison de l'enzyme de conversion de l'angiotensine 2 (ACE2). Cet épitope ne chevauche pas les mutations observées dans les variantes préoccupantes actuelles du SRAS-Cov-2 et, dans une prépublication, il a été démontré que le sotrovimab se lie in vitro aux variantes du SRAS-CoV-2, y compris la variante bêta identifiée pour la première fois dans le Sud Afrique (appelée B.1.351 ou 501Y. V2).
Le sotrovimab a été conçu pour posséder une mutation Fc LS (M428L/N434S) qui confère une liaison améliorée au récepteur Fc néonatal, ce qui entraîne une demi-vie prolongée et une distribution potentiellement améliorée du médicament dans les poumons.

## Essais cliniques
Premier semestre 2021, le sotrovimab est évalué dans les essais cliniques suivants :
- (en) Essai clinique NCT04545060 intitulé « COMET-ICE » sur ClinicalTrials.gov.
- (en) Essai clinique NCT04779879 intitulé « COMET-PEAK » sur ClinicalTrials.gov.
- (en) Essai clinique NCT04501978 intitulé « ACTIV-3-TICO » sur ClinicalTrials.gov.
- (en) Essai clinique NCT04634409 intitulé « BLAZE-4 » sur ClinicalTrials.gov.

### Efficacité clinique
L'étude pivot COMET-ICE est une étude randomisée, en double aveugle, contrôlée par placebo pour évaluer l'innocuité et l'efficacité du sotrovimab chez les adultes atteints de COVID-19 confirmé (maladie légère et précoce avec moins de cinq jours de symptômes) à risque de la progression de la maladie. Une analyse intermédiaire planifiée de cette étude a indiqué que le sotrovimab réduisait le risque d'hospitalisation de plus de 24 heures ou de décès de 85 % par rapport au placebo. Globalement, 1 % des patients recevant du sotrovimab sont décédés ou ont dû être hospitalisés pendant plus de 24 heures, contre 7 % des patients traités par placebo. Le 27 octobre 2021, les résultats sont publiés dans The New England Journal of Medicine, montrant une réduction de 85 % du risque d'hospitalisation et de décès à la suite de la prise précoce de l'anticorps monoclonal.

## Approbation contre le COVID-19
Le 21 mai 2021, le comité des médicaments à usage humain (CHMP) de l'Agence européenne des médicaments (EMA) achève son examen de l'utilisation du sotrovimab pour le traitement du COVID-19. Il a conclu que le sotrovimab peut être utilisé pour traiter le COVID-19 confirmé chez les adultes et les adolescents (âgés de douze ans et plus et pesant au moins 40 kg) qui n'ont pas besoin d'oxygène supplémentaire et qui risquent d'évoluer vers un COVID-19 sévère. Après un examen continu du sotrovimab, l'EMA approuve l'usage du médicament le 16 décembre 2021.
Le 26 mai 2021, la Food and Drug Administration (FDA) des États-Unis a délivré une autorisation d'utilisation d'urgence (EUA) pour le sotrovimab pour le traitement du COVID-19 léger à modéré chez les personnes âgées de douze ans et plus, pesant plus de 40 kg avec des résultats positifs aux tests viraux directs du SRAS-CoV-2 et qui présentent un risque élevé de progression vers un COVID-19 sévère, y compris une hospitalisation ou un décès,,.
L'EMA l'autorise le 17 décembre 2021.
Cet anticorps monoclonal est finalement abandonné en avril 2022 par la FDA, puis par l'OMS en raison de son manque d'efficacité contre le variant Omicron apparu fin 2021.

## Effets secondaires, précautions d'emploi, contre-indications
Ce médicament ne doit pas être utilisé en cas d'hypersensibilité aux ingrédients qui le composent (substance active et excipients).
Les femmes enceintes doivent éviter de l'utiliser.
Les effets secondaires fréquents sont : Réactions d’hypersensibilité, Anaphylaxie, Réactions liées à la perfusion.